# فرانسوا جوزيف نيفيز

## السيرة الذاتية
درس في بروكسل على يد الرسام فرانسوا بيير جوزيف سيلستين، ثم في باريس، في الفترة الممتدة بين عامي 1813-1816، على يد الرسام الفرنسي جاك لوي دافيد ثم أمضى الأربع سنوات اللاحقة لذلك بين 1817 و1821 في إيطاليا قام خلالها بمعية رفاقه فيكتور شناتز وروبرت ليوبولد ، بالتأسيس للحركة الكلاسيكية الحديثة في إيطاليا.
تفوق في البورتريه، واكتسب شهرته من ذلك . كما تفوق في رسم العديد من المشاهد الأسطورية والتاريخية.
في عام 1810، أسس مع رسامين كلاسيكين بارزين أخرين أمثال انطوان برايس وانطوان كاردون جمعية محبي الفنون.
عمِل مديرا للأكاديمية الملكية للفنون الجميلة في بروكسل من سنة 1835 حتي 1862، درب خلالها العديد من الفنانين، أمثال الرسام المستشرق جان فرانسوا بورتال والرسام ألفريد ستيفنز.
هو عضو مؤسس للهيئة الملكية للآثار. التي تم إنشاؤها في 1835.
بين تلاميذه نذكر أسماء ألفريد كلويزنار، فاني كور وأوغست دانس

## أعماله
- 1807: بورتريه قلم رصاص الآنسة لومير.
- 1808:بورتريه هتيودور جوني
- 1810:بورتريه السيد لومير، المدعي العام في نامور.
- 1812: بورتريه السيد جوني
- 1816: سانت فيرونيكا من ميلانو، موجودة بمتحف الفنون الجميلة في غنت.
- 1816: عائلة أوغست دونات دي هيمبتين ، موجودة بالمتحف الملكي للفنون الجميلة في بلجيكا، بروكسل.
- 1820: هاجر وإسماعيل
- 1821: مشهد قطاع الطرق، مقتنيات خاصة.
- 1829:حورية الماء، موجودة بمتحف الفنون الجميلة في غنت.
- 1830: تأمل عثليا، موجودة بالمتحف الملكي للفنون الجميلة في بلجيكا، بروكسل.
- 1831: بورتريه لشاب متأمل، متحف اللوفر، باريس.
- 1832: بورتريه للمستشار جوني وإبنتيه.
- 1834: سكينة يسوع، كنيسة العذراء، بلجيكا.
- 1836: بورتريه داوود متحف الفنون الجميلة في مونتريال.
- 1844: معاناة العذراء، سانت أنطوان، في شارلوروا.
- 1851: عودة اليوبيل من مقتنيات بلدية مولينبيك سان جان في بروكسل.
- 1857: قيامة ابن أرملة نايين ، كنيسة القديس يوسف في بروكسل.
- 1857: بورتريه للدكتور جوزيف اميل (مقتنيات خاصة).

## معرض الصور

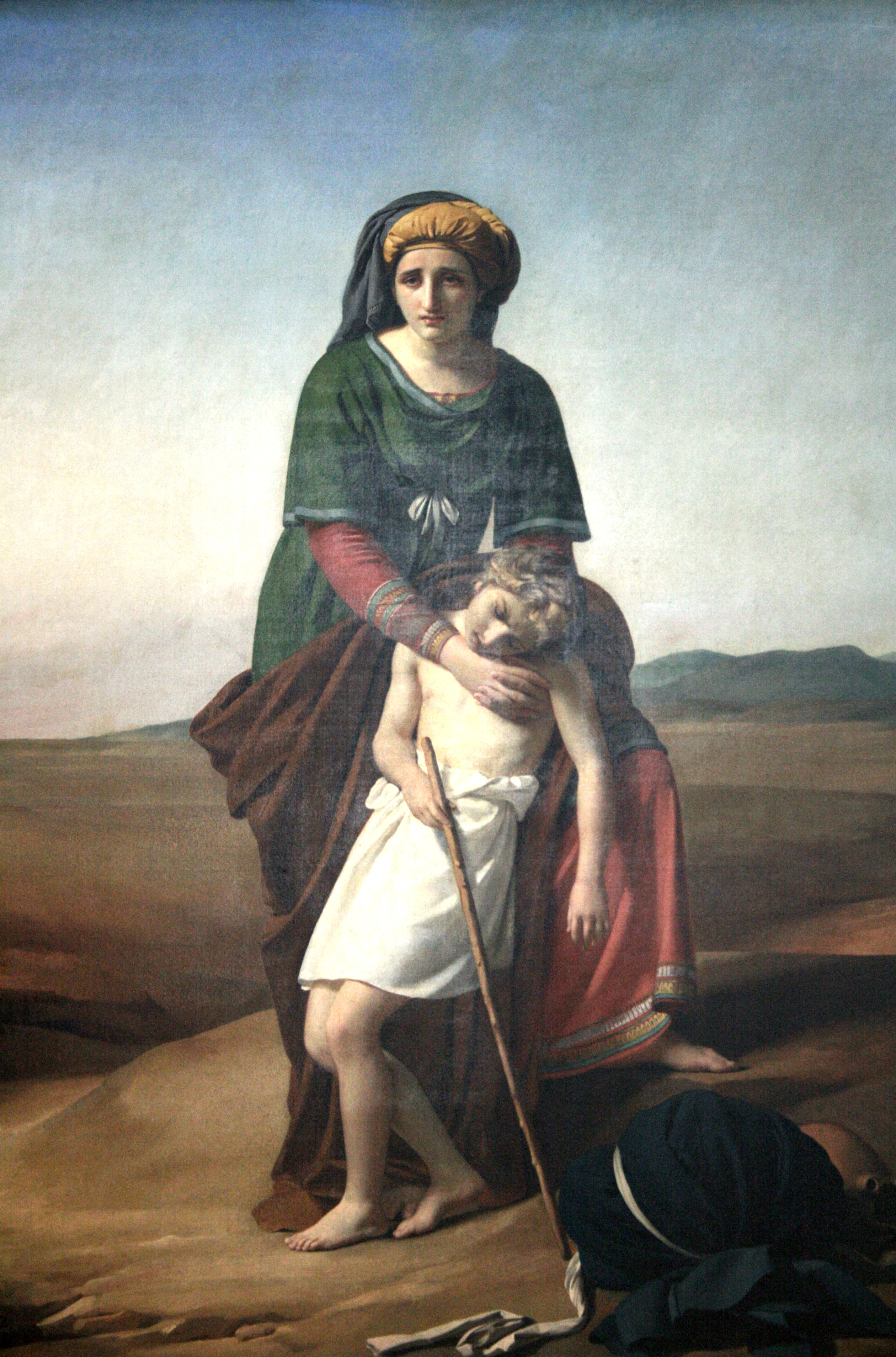
هاجر وإسماعيل
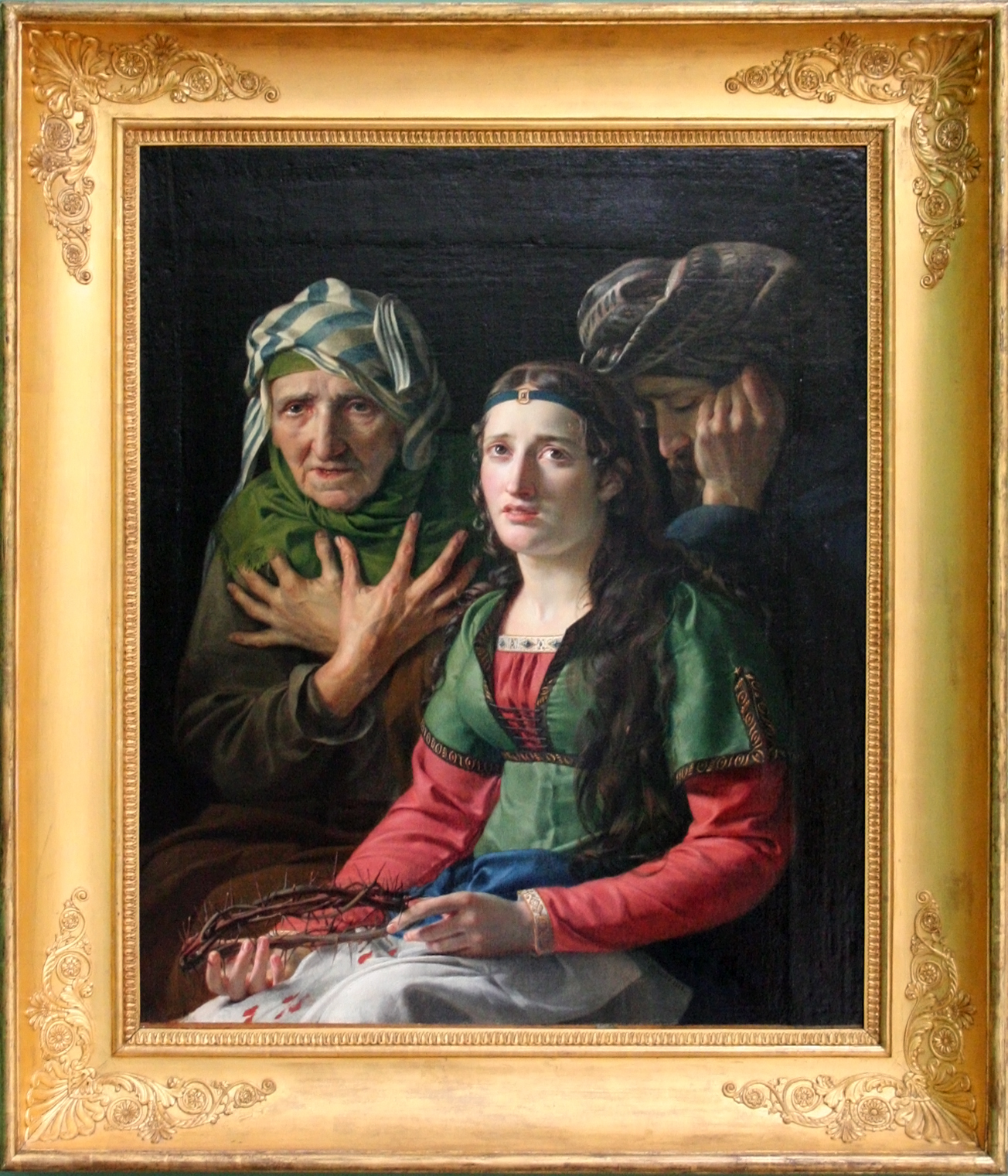
سانت فيرونيكا من ميلانو
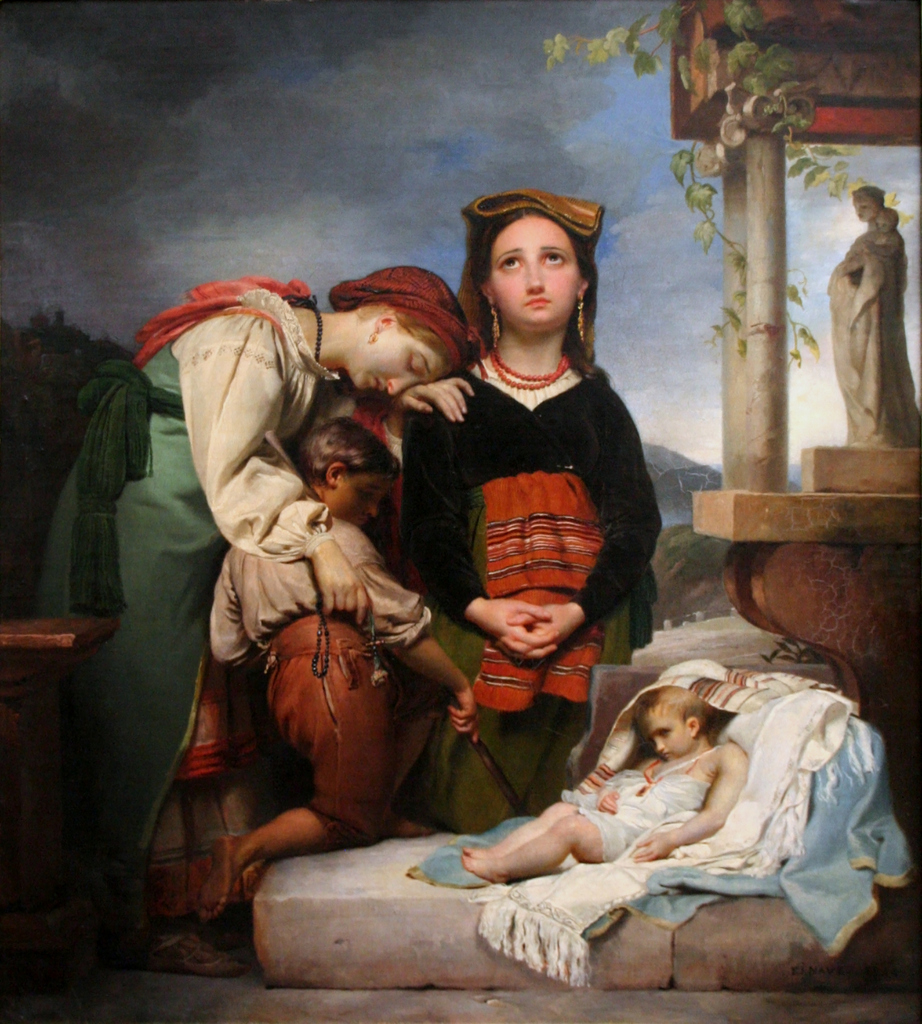
الطفل المريض
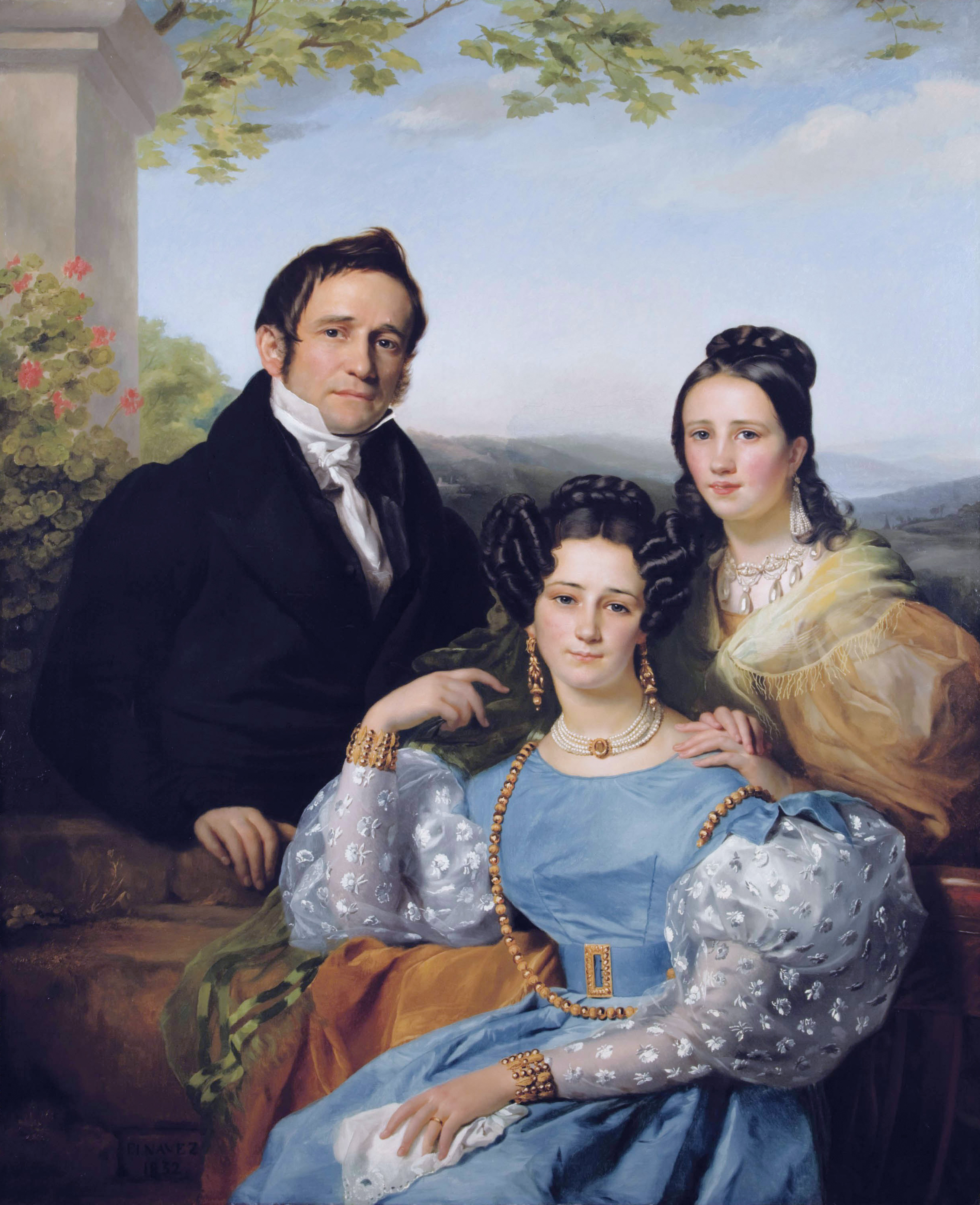
بورتريه للمستشار جوني وإبنتيه.